# Villemus
Ne doit pas être confondu avec Elodie Villemus.
Villemus est une commune française située dans le département des Alpes-de-Haute-Provence, en région Provence-Alpes-Côte d'Azur.
Villemus est située dans une région de collines. Il ne reste de son passé que quelques vestiges enfouis dans la forêt.
Le nom de ses habitants est Villemusiens.

## Géographie

### Localisation

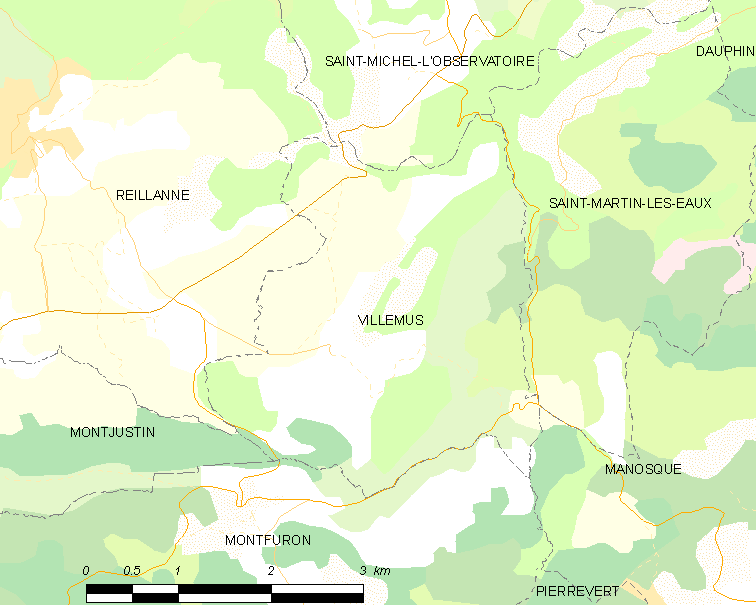
Villemus et les communes voisines (Cliquez sur la carte pour accéder à une grande carte avec la légende).

La commune est située entre Reillanne et Montfuron.

### Communes limitrophes
Les communes limitrophes de Villemus sont Saint-Michel-l'Observatoire, Saint-Martin-les-Eaux, Manosque, Montfuron, Montjustin et Reillanne.

### Géologie et relief
La superficie de la commune est de 959 hectares ; l'altitude varie entre 424 et 779 mètres.

### Hydrographie
Villemus est traversée par le Largue et certains de ses affluents :
- le ruisseau de la Bonde, cours d'eau de 5,6 km[3], et son affluent de 2,6 km, le ravin des Plaines[4] ;
- le ravin de Piférat, long de 3,6 km[5], et son affluent de 1,4 km, le ravin de Peire Grosse[6].

### Environnement
La commune compte 352 ha de bois et forêts, soit 36 % de sa superficie.

### Voies de communication et transports

#### Voies routières
Le territoire de la commune est desservi par la RD 314 et traversé par l’ancienne route nationale 100.

### Climat
Pour des articles plus généraux, voir Climat de Provence-Alpes-Côte d'Azur et Climat des Alpes-de-Haute-Provence.
En 2010, le climat de la commune est de type climat méditerranéen altéré, selon une étude du Centre national de la recherche scientifique s'appuyant sur une série de données couvrant la période 1971-2000. En 2020, Météo-France publie une typologie des climats de la France métropolitaine dans laquelle la commune est dans une zone de transition entre le climat de montagne et le climat méditerranéen et est dans la région climatique Provence, Languedoc-Roussillon, caractérisée par une pluviométrie faible en été, un très bon ensoleillement (2 600 h/an), un été chaud (21,5 °C), un air très sec en été, sec en toutes saisons, des vents forts (fréquence de 40 à 50 % de vents > 5 m/s) et peu de brouillards.
Pour la période 1971-2000, la température annuelle moyenne est de 11,7 °C, avec une amplitude thermique annuelle de 16,5 °C. Le cumul annuel moyen de précipitations est de 856 mm, avec 6,2 jours de précipitations en janvier et 3,5 jours en juillet. Pour la période 1991-2020, la température moyenne annuelle observée sur la station météorologique de Météo-France la plus proche, « Dauphin », sur la commune de Dauphin à 8 km à vol d'oiseau, est de 12,6 °C et le cumul annuel moyen de précipitations est de 693,2 mm. 
La température maximale relevée sur cette station est de 42,1 °C, atteinte le 28 juin 2019 ; la température minimale est de −16,4 °C, atteinte le 7 février 2012,,.
Les paramètres climatiques de la commune ont été estimés pour le milieu du siècle (2041-2070) selon différents scénarios d'émission de gaz à effet de serre à partir des nouvelles projections climatiques de référence DRIAS-2020. Ils sont consultables sur un site dédié publié par Météo-France en novembre 2022.

### Risques naturels et technologiques
Aucune des 200 communes du département n'est en zone de risque sismique nul. Le canton de Reillanne, auquel appartient Villemus est en zone 1b (sismicité faible) selon la classification déterministe de 1991, basée sur les séismes historiques, et en zone 4 (risque moyen) selon la classification probabiliste EC8 de 2011. La commune de Villemus est également exposée à trois autres risques naturels :
- feu de forêt ;
- inondation ;
- mouvement de terrain : la commune est presque entièrement concernée par un aléa moyen à fort[16].

La commune de Villemus est de plus exposée à un risque d’origine technologique, celui de transport de matières dangereuses par route et canalisations ; il s’agit en majorité du transport de matières premières à destination ou de produits finis en provenance des usines Arkema de Saint-Auban :
- la départementale RD4100 (ancienne route nationale 100) peut être empruntée par les transports routiers de marchandises dangereuses[19] ;
- une canalisation transportant de l’éthylène, Transéthylène, traverse la commune[20].

Aucun plan de prévention des risques naturels prévisibles (PPR) n’existe pour la commune et le Dicrim n’existe pas non plus.
La commune a été l’objet de plusieurs arrêtés de catastrophe naturelle pour des inondations et des coulées de boue en 1994 et 2011, et pour des glissements de terrain également en 1994.

## Urbanisme

### Typologie
Au 1er janvier 2024, Villemus est catégorisée commune rurale à habitat dispersé, selon la nouvelle grille communale de densité à 7 niveaux définie par l'Insee en 2022.
Elle est située hors unité urbaine. Par ailleurs la commune fait partie de l'aire d'attraction de Manosque, dont elle est une commune de la couronne,. Cette aire, qui regroupe 30 communes, est catégorisée dans les aires de 50 000 à moins de 200 000 habitants,.

### Occupation des sols
L'occupation des sols de la commune, telle qu'elle ressort de la base de données européenne d’occupation biophysique des sols Corine Land Cover (CLC), est marquée par l'importance des forêts et milieux semi-naturels (51,8 % en 2018), une proportion identique à celle de 1990 (51,8 %). La répartition détaillée en 2018 est la suivante : forêts (28,1 %), zones agricoles hétérogènes (24,8 %), milieux à végétation arbustive et/ou herbacée (23,6 %), terres arables (23,4 %).
L'évolution de l’occupation des sols de la commune et de ses infrastructures peut être observée sur les différentes représentations cartographiques du territoire : la carte de Cassini (XVIIIe siècle), la carte d'état-major (1820-1866) et les cartes ou photos aériennes de l'IGN pour la période actuelle (1950 à aujourd'hui).

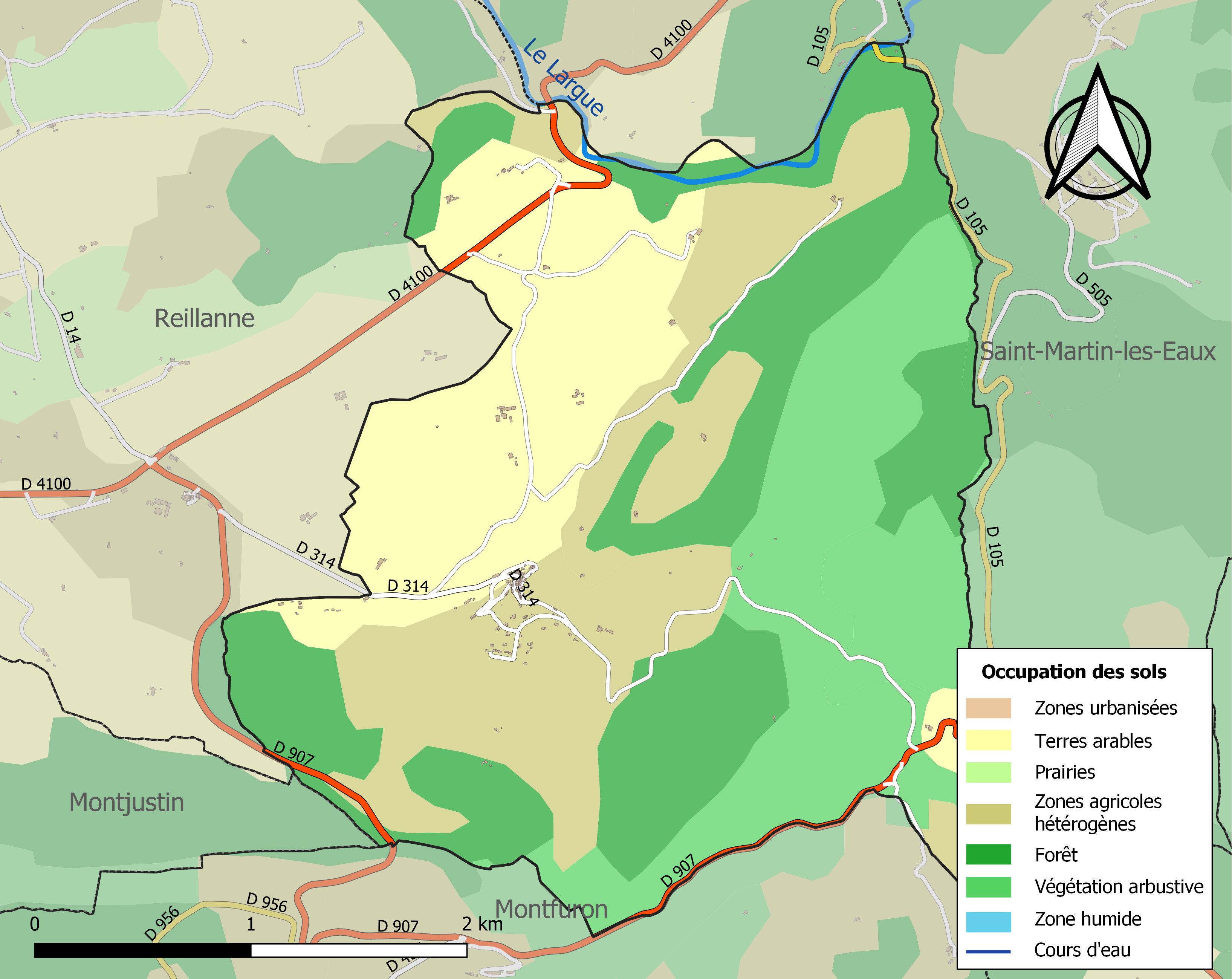
Carte de l'occupation des sols de la commune en 2018 (CLC).

### Logement
En 2009, le nombre total de logements dans la commune était de 116, alors qu'il était de 89 en 1999.
Parmi ces logements, 60,5 % étaient des résidences principales, 30,3 % des résidences secondaires et 9,2 % des logements vacants. Ces logements étaient pour 84,4 % d'entre eux des maisons individuelles et pour 15,6 % des appartements.
La proportion des résidences principales, propriétés de leurs occupants était de 69,7 %, en hausse par rapport à 1999 (63,3 %).

## Toponymie
Le nom du village, tel qu’il apparaît la première fois vers 1025 (Villa Murs), est issu de l’occitan vila (pour un village ou un hameau) et de murus (pour un mur d’enceinte). Il s’agissait donc d’un village fortifié,, bien que les historiens fassent une interprétation différente (voir plus bas).

## Histoire

### Antiquité
Dans l’Antiquité, le territoire de Villemus fait partie de celui des Sogiontiques (Sogiontii), dont le territoire s’étend du sud des Baronnies à la Durance. Les Sogiontiques sont fédérés aux Voconces, et après la conquête romaine, ils sont rattachés avec eux à la province romaine de Narbonnaise. Au IIe siècle, ils sont détachés des Voconces et forment une civitas distincte, avec pour capitale Segustero (Sisteron).
Une nécropole gallo-romaine a été retrouvée sur le territoire de la commune, avec notamment un sarcophage en plomb.

### Moyen Âge
Alors que le sud-est de la Gaule était une terre burgonde, le roi des Ostrogoths Théodoric le Grand fait la conquête de la région entre la Durance, le Rhône et l’Isère en 510. La commune dépend donc brièvement à nouveau de l’Italie, jusqu’en 526. En effet, pour se réconcilier avec le roi burgonde Gondemar III, la régente ostrogothe Amalasonthe lui rend ce territoire.
Jusqu'au Xe siècle, l'habitat reste dispersé dans la plaine. À la fin du millénaire ou au début du XIe siècle, la population est regroupée sur un site de hauteur. Le nom du terroir devient Villa Murs ou Vilamuro, juxtaposant une fossilisation de l'ancienne organisation territoriale de plaine, et le perchement et la militarisation de l'habitat. Les premiers seigneurs du lieu, dont Rostaing de Villemus, sont probablement placés là par les Reillanne.
Le fief de Villemus était un arrière-fief du comté de Forcalquier au XIIe siècle. Lorsque ce comté perd son indépendance en 1209, à la mort de Guillaume II, un de ses neveux, Guillaume de Sabran tente de le relever. Après une lutte de dix ans, il passe un accord à Meyrargues le 29 juin 1220 avec Raimond Bérenger IV, comte de Provence et lui aussi héritier du comté de Forcalquier. Par cet accord, la moitié sud du comté, dont Villemus, lui est donnée. Guillaume de Sabran conserve sa moitié de comté jusqu'à sa mort, vers 1250.
La seigneurie appartient à la dynastie autochtone des Villemus du XIe au XVe siècle, puis passe aux d’Estienne jusqu’à la fin du XVIIIe. A la fin de l'Ancien Régime, la seigneurie de Villemus passa dans les mains de la Famille de Garidel. C'est en effet Louise, Victoire, Henriette de Thoron (1717-1791), veuve de Jean-Baptiste de Garidel (1693-1766), écuyer d'Aix, et mère du conseiller au Parlement de Provence Bruno-Amable-Pierre de Garidel-Thoron (1753-1828) qui achète une partie de Villemus le 9 décembre 1778. Elle fait par la suite la demande du don de droit de prélation sur la terre de Villemus qui lui est accordée le 11 octobre 1784 (une pratique courante à l'époque).
La communauté relevait de la viguerie de Forcalquier. L’église paroissiale relevait elle de l’abbaye de Montmajour qui en percevait les revenus.

### Époque contemporaine
Durant la Révolution, la commune compte une société patriotique, créée après la fin de 1792. Un mandat de destruction du château est signé, et les travaux de démolition entamés, mais restent inachevés.
Le coup d'État du 2 décembre 1851 commis par Louis-Napoléon Bonaparte contre la Deuxième République provoque un soulèvement armé dans les Basses-Alpes, en défense de la Constitution. Après l’échec de l’insurrection, une sévère répression poursuit ceux qui se sont levés pour défendre la République : 26 habitants de Villemus sont traduits devant la commission mixte, la majorité étant condamnés à la déportation en Algérie.
Comme de nombreuses communes du département, Villemus se dote d’une école bien avant les lois Ferry : en 1863, elle en possède déjà une qui dispense une instruction primaire aux garçons, au chef-lieu. Aucune instruction n’est donnée aux filles : ni la loi Falloux (1851), qui impose l’ouverture d’une école de filles aux communes de plus de 800 habitants, ni la première loi Duruy (1867), qui abaisse ce seuil à 500 habitants, ne concernent Villemus. Si la commune profite des subventions de la deuxième loi Duruy (1877) pour rénover son école, ce n’est qu’avec les lois Ferry que les filles de Villemus sont régulièrement scolarisées.

### Mines

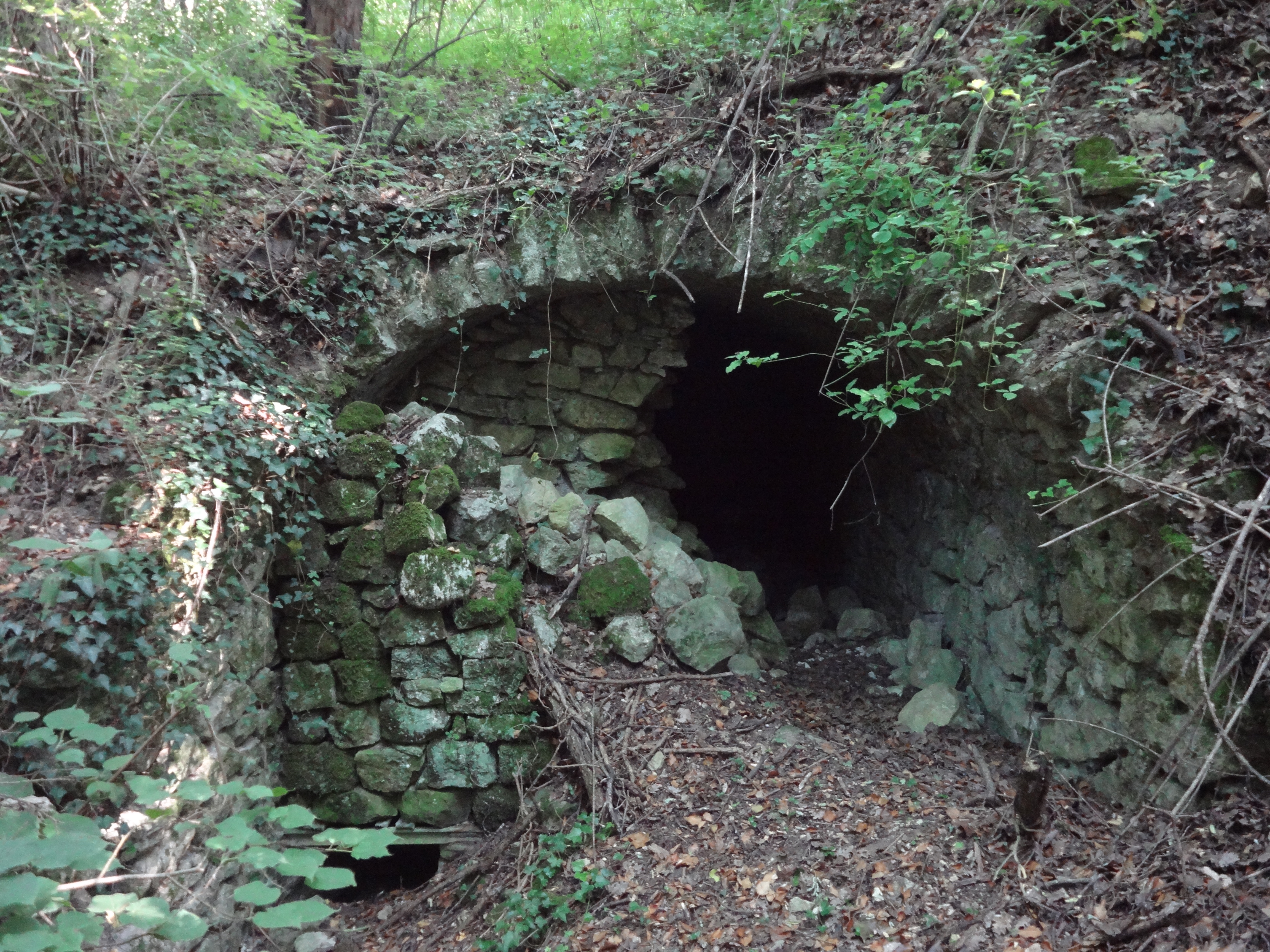
Vestiges de la sortie de la galerie d’évacuation de la mine de Villemus.

Jusqu’au début du XXe siècle, une mine de lignite était exploitée à Villemus, ainsi que de manière plus marginale, un gisement de grès bitumineux. L’exploitation du lignite se faisait dans des couches géologiques à fort pendage, et l’évacuation du minerai se faisait par une galerie basse débouchant à flanc de montagne, dans la vallée du Largue, près de la gare de Lincel - Saint-Martin.
Plusieurs concessions se superposaient sur le territoire de la commune dont :
- la concession de la Colle de Villemus : accordée pour l’extraction du lignite en 1845[47],[48], elle couvre 380 ha[48] et s’étend au nord sous la commune de Lincel (actuellement rattachée à la commune de Saint-Michel-l'Observatoire), à l’est sous celle de Saint-Martin-de-Renacas (actuellement Saint-Martin-les-Eaux) et au sud sous la commune de Montfuron[47] ;
- la concession de la Gypière accordée pour l’extraction du lignite en 1845[47],[48] à la compagnie industrielle des Alpes[49], elle couvre 623 ha[48],[49] et atteint la commune de Montfuron au sud[47] ;
- les concessions des Plaines (qui déborde sous les communes de Montfuron au sud et Manosque au sud-est) et des Chabannes, principalement sous la commune de Saint-Martin-de-Renacas, sont accordées en 1844 et 1857 pour l’exploitation du bitume. Elles n’ont jamais donné lieu à une production significative et les arrêts de travaux ont été prononcés en 2000[47].

Assez peu de documents sont disponibles sur la mine de Villemus, dite mine de Lincel-Saint-Martin. L’exploitation de la concession de la Colle de Villemus est accordée à la Compagnie des produits chimiques Alais, puis Alais, Froges et Camargue (CPCAFC),. L’exploitation en est rendue difficile par les pendages des couches géologiques : elles sont partout inclinées à un angle supérieur à 60°, et le plus souvent verticales. La galerie principale, le travers-banc Sainte-Croix, fait 860 m de long. Une galerie d’exhaure a été creusée pour évacuer l’eau pompée au débit moyen de 4,9 m3/h (1924).
Les deux concessions constituant la mine de Lincel-Saint-Martin sont renoncées le 11 août 1935,. Son exploitation reprend brièvement à la sortie de la Seconde Guerre mondiale, et le plan Monnet lui attribue comme objectif une production journalière de 200 t. Cet objectif n’est pas atteint, la mine plafonnant à 100-120 t/j en 1946.
La galerie a été bouchée, en laissant des passages pour les chauves-souris. On ne signale pas d’effondrements liés à la mine.

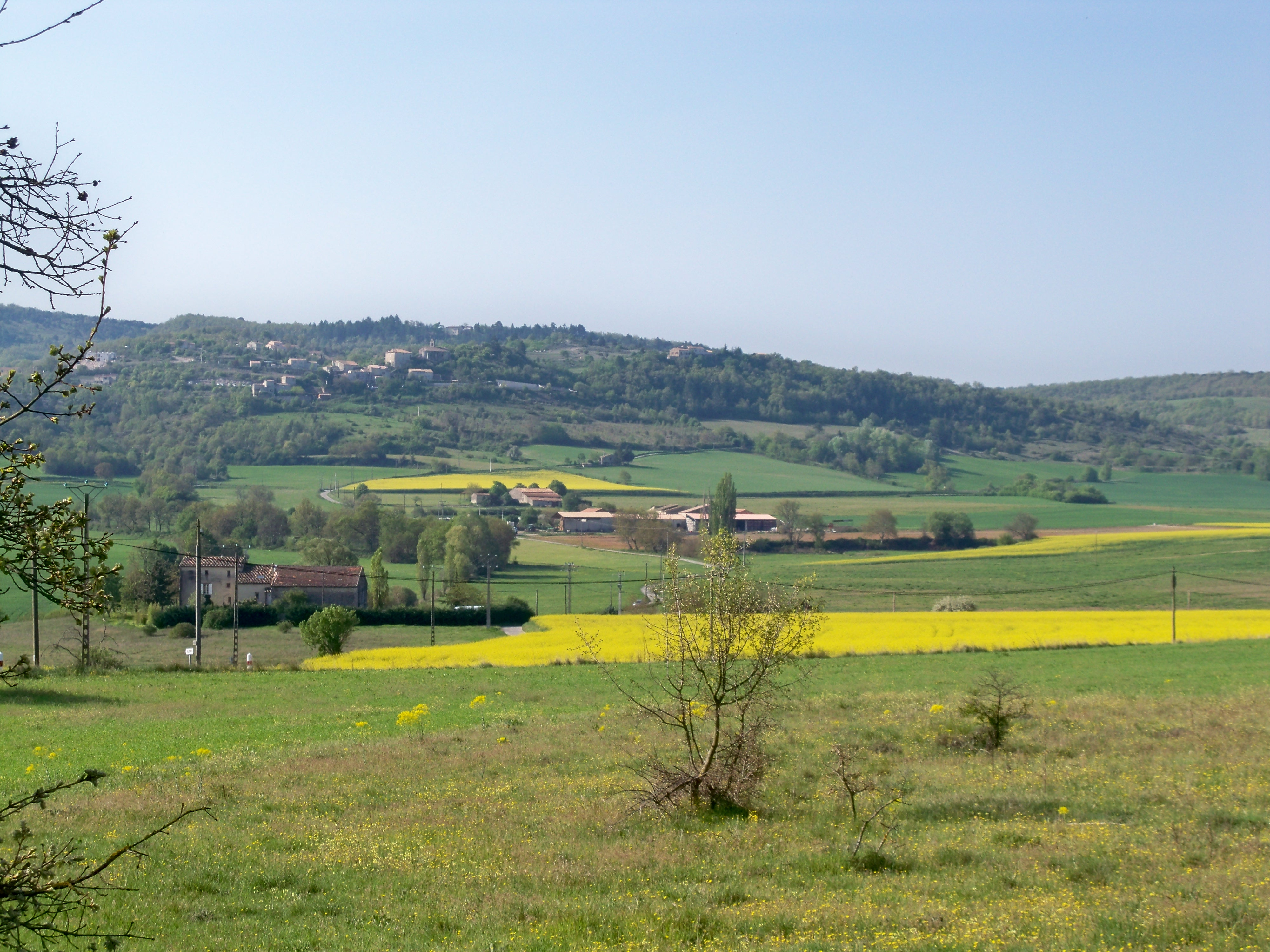
Plaine agricole au pied de Villemus

## Politique et administration

### Liste des maires

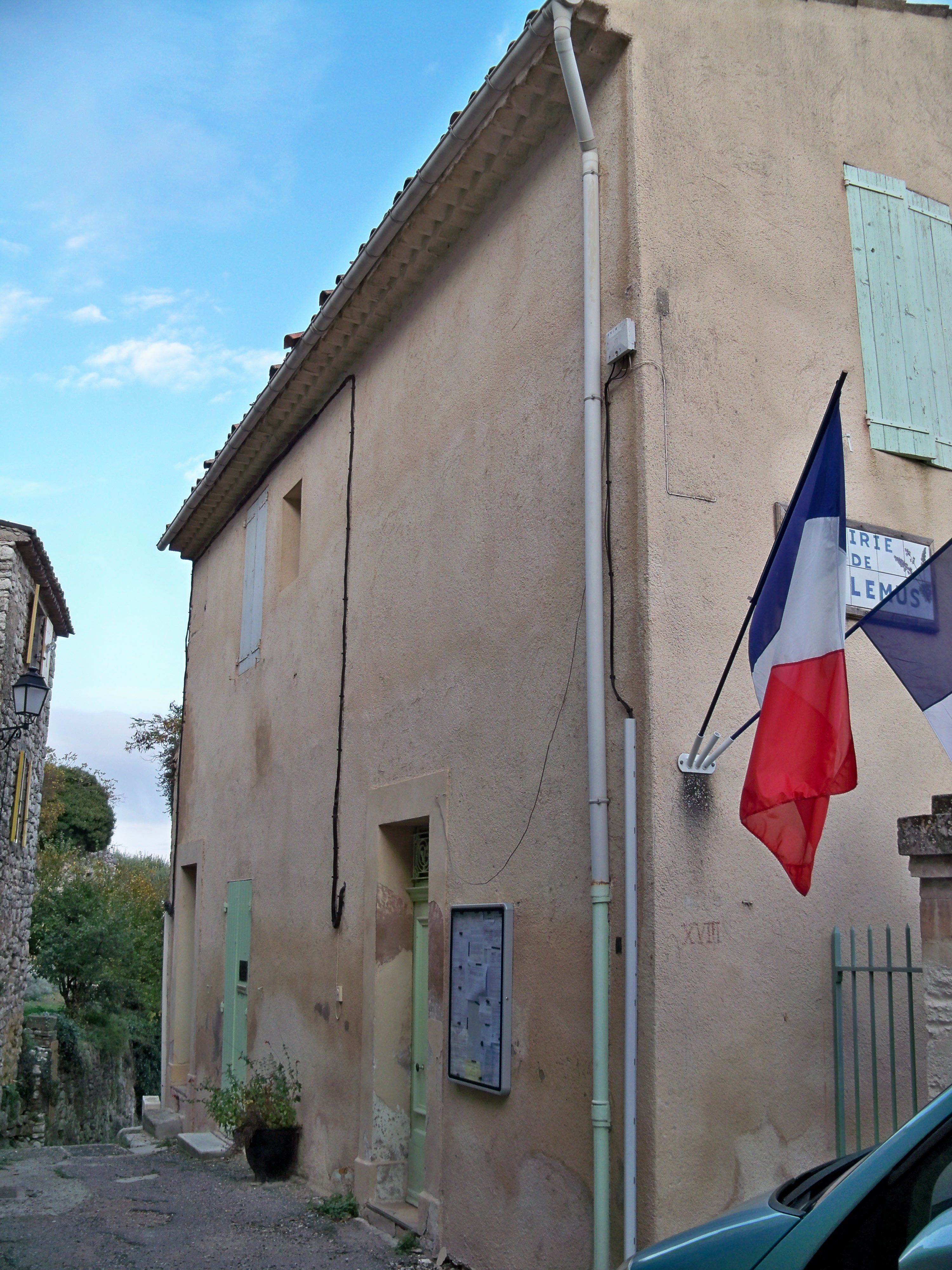
Mairie de Villemus.

| Période                                  | Période                       | Identité        | Étiquette | Qualité                             |
| ---------------------------------------- | ----------------------------- | --------------- | --------- | ----------------------------------- |
| Les données manquantes sont à compléter. |                               |                 |           |                                     |
| mai 1945                                 |                               | Albert Barras   |           |                                     |
|                                          |                               |                 |           |                                     |
| mars 1989                                | En cours (au 21 octobre 2014) | Pierre Pourcin, | PS        | Retraité, ancien conseiller général |

### Intercommunalité
Villemus fait partie :
- de 1992 à 2017, de la Communauté de communes de Haute-Provence ;
- depuis le 1er janvier 2017, de la communauté de communes Haute-Provence Pays de Banon.

### Instances judiciaires et administratives
Villemus relève du tribunal d'instance de Manosque, du tribunal de grande instance de Digne-les-Bains, de la cour d'appel d'Aix-en-Provence, du tribunal pour enfants de Digne-les-Bains, du conseil de prud'hommes de Digne-les-Bains, du tribunal de commerce de Manosque, du tribunal administratif de Marseille et de la cour administrative d'appel de Marseille.

### Jumelages
Au 8 octobre 2013, Villemus n'est jumelée avec aucune commune.

## Population et société

### Démographie
L'évolution du nombre d'habitants est connue à travers les recensements de la population effectués dans la commune depuis 1765. Pour les communes de moins de 10 000 habitants, une enquête de recensement portant sur toute la population est réalisée tous les cinq ans, les populations de référence des années intermédiaires étant quant à elles estimées par interpolation ou extrapolation. Pour la commune, le premier recensement exhaustif entrant dans le cadre du nouveau dispositif a été réalisé en 2007.
En 2022, la commune comptait 193 habitants, en évolution de +4,32 % par rapport à 2016 (Alpes-de-Haute-Provence : +2,84 %, France hors Mayotte : +2,11 %).
| 1765 | 1793 | 1800 | 1806 | 1821 | 1831 | 1836 | 1841 | 1846 |
| ---- | ---- | ---- | ---- | ---- | ---- | ---- | ---- | ---- |
| 230  | 234  | 269  | 303  | 264  | 286  | 315  | 296  | 296  |

| 1851 | 1856 | 1861 | 1866 | 1872 | 1876 | 1881 | 1886 | 1891 |
| ---- | ---- | ---- | ---- | ---- | ---- | ---- | ---- | ---- |
| 286  | 288  | 277  | 270  | 244  | 258  | 226  | 206  | 191  |

| 1896 | 1901 | 1906 | 1911 | 1921 | 1926 | 1931 | 1936 | 1946 |
| ---- | ---- | ---- | ---- | ---- | ---- | ---- | ---- | ---- |
| 221  | 180  | 191  | 165  | 191  | 156  | 109  | 109  | 150  |

| 1954 | 1962 | 1968 | 1975 | 1982 | 1990 | 1999 | 2006 | 2007 |
| ---- | ---- | ---- | ---- | ---- | ---- | ---- | ---- | ---- |
| 105  | 96   | 66   | 71   | 83   | 99   | 111  | 147  | 152  |

| 2012 | 2017 | 2022 | - | - | - | - | - | - |
| ---- | ---- | ---- | - | - | - | - | - | - |
| 175  | 189  | 193  | - | - | - | - | - | - |

| 1315    | 1471    |
| ------- | ------- |
| 69 feux | 16 feux |

L'histoire démographique de Villemus, après la saignée des XIVe et XVe siècles et le long mouvement de croissance jusqu'au début du XIXe siècle, est marquée par une période d'« étale » où la population reste relativement stable à un niveau élevé. Cette période dure de 1806 à 1856. L'exode rural provoque ensuite un mouvement de recul démographique de longue durée. En 1931, la commune a perdu plus de la moitié de sa population par rapport au maximum historique de 1806, ce qui dénote un recul lent, en comparaison des communes voisines. Le mouvement de baisse ne s'interrompt définitivement que dans les années 1960. Depuis, la population de Villemus a dépassé le seuil de 150 habitants, équivalant à la moitié de celle de 1806.

### Enseignement
Villemus est située dans l'académie d'Aix-Marseille.
La commune ne dispose d'aucune école maternelle ni école élémentaire.

### Cultes
Le territoire de la commune dépend du secteur paroissial du Largue qui comprend 14 autres paroisses. Le culte est célébré alternativement dans les églises de ces quinze communes.

## Économie

### Revenus de la population et fiscalité
En 2010, le revenu fiscal médian par ménage était de 27 691 €, ce qui plaçait Villemus au 18 267e rang parmi les 31 525 communes de plus de 39 ménages en métropole.

### Emploi
En 2009, la population âgée de 15 à 64 ans s'élevait à 100 personnes, parmi lesquelles on comptait 71,3 % d'actifs dont 61,7 % ayant un emploi et 9,6 % de chômeurs.
On comptait 14 emplois dans la zone d'emploi, contre 13 en 1999. Le nombre d'actifs ayant un emploi résidant dans la zone d'emploi étant de 61, l'indicateur de concentration d'emploi est de 23,5 %, ce qui signifie que la zone d'emploi offre moins d'un emploi pour quatre habitants actifs.

### Entreprises et commerces
Au 31 décembre 2010, Villemus comptait 18 établissements : six dans l’agriculture-sylviculture-pêche, trois dans l'industrie, aucun dans la construction, huit dans le commerce-transports-services divers et un état relatif au secteur administratif.
En 2011, une entreprise a été créée à Villemus.

### Agriculture
La vigne, qui était cultivée pour l’autoconsommation jusqu’au milieu du XXe siècle, n’est plus présente qu’à titre anecdotique dans la commune.
La culture de l’olivier est pratiquée depuis des siècles à Villemus, tout en étant limitée à des surfaces restreintes. Le terroir de la commune se situe en effet à la limite altitudinale de l’arbre, qui ne peut que difficilement être exploité au-delà des 650 mètres. L’oliveraie de Villemus occupait moins de 10 hectares au début du XIXe siècle, et compte actuellement plusieurs milliers de pieds exploités.

## Culture locale et patrimoine

### Lieux et monuments

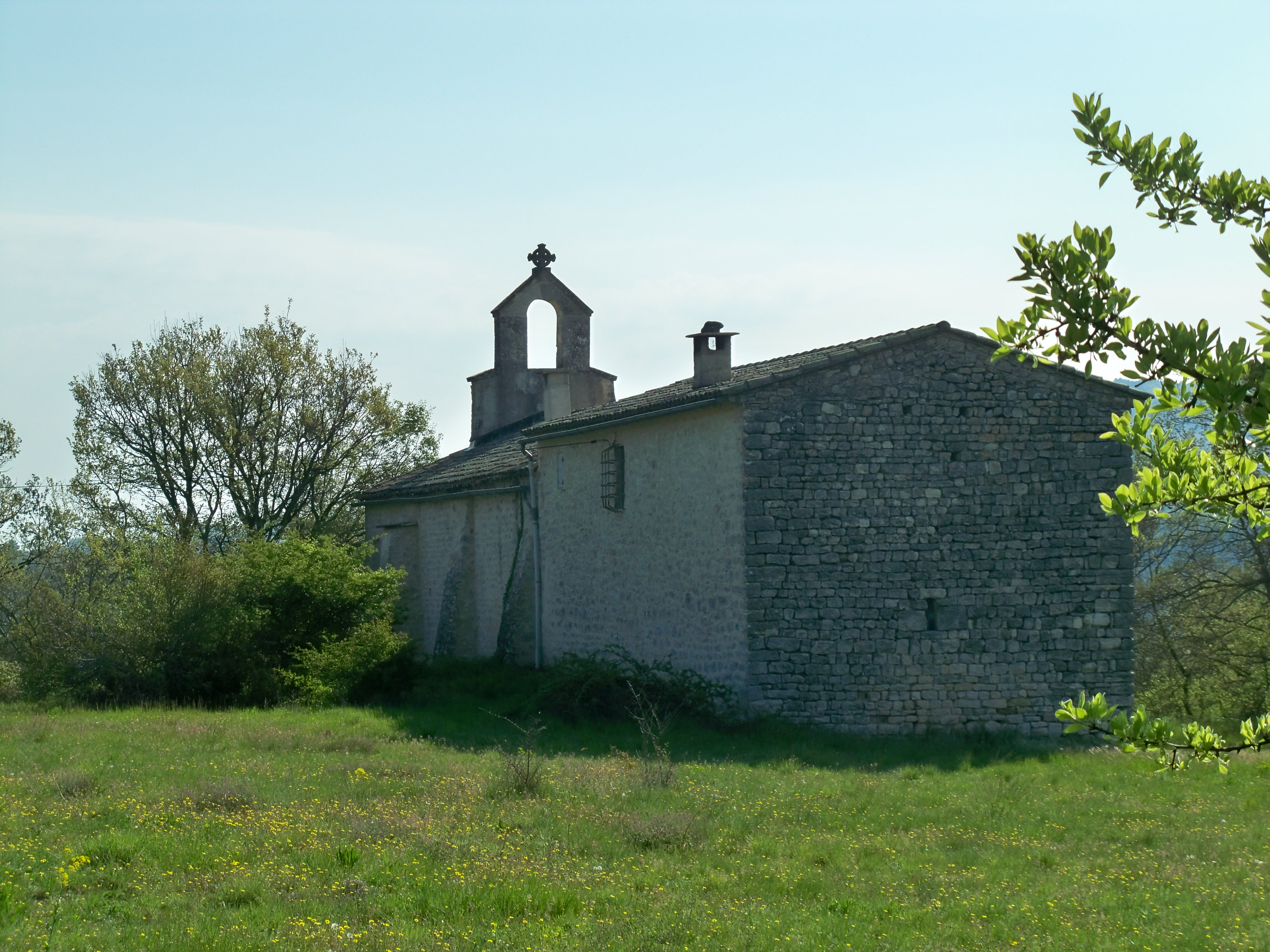
Chapelle Notre-Dame, à Villemus.

Le Prieuré Notre-Dame-du-Largue est depuis le 21 février 1989, monument inscrit à l'inventaire des monuments historiques (façades et toitures de la chapelle ainsi que son prieuré (cad. A 45).
La chapelle Notre-Dame du Pont, ou du Largue, ou chapelle des Craux, est un ancien prieuré dont subsiste un bâtiment à étage, roman : il a conservé des portes géminées, des arches sous claveaux romans. La chapelle originale a disparu en grande partie : il subsiste l’abside en cul-de-four, en appareil moyen. Elle doit dater de la fin du XIe siècle ou du XIIe siècle, sauf la porte sud, de la première moitié du XVIIe siècle.

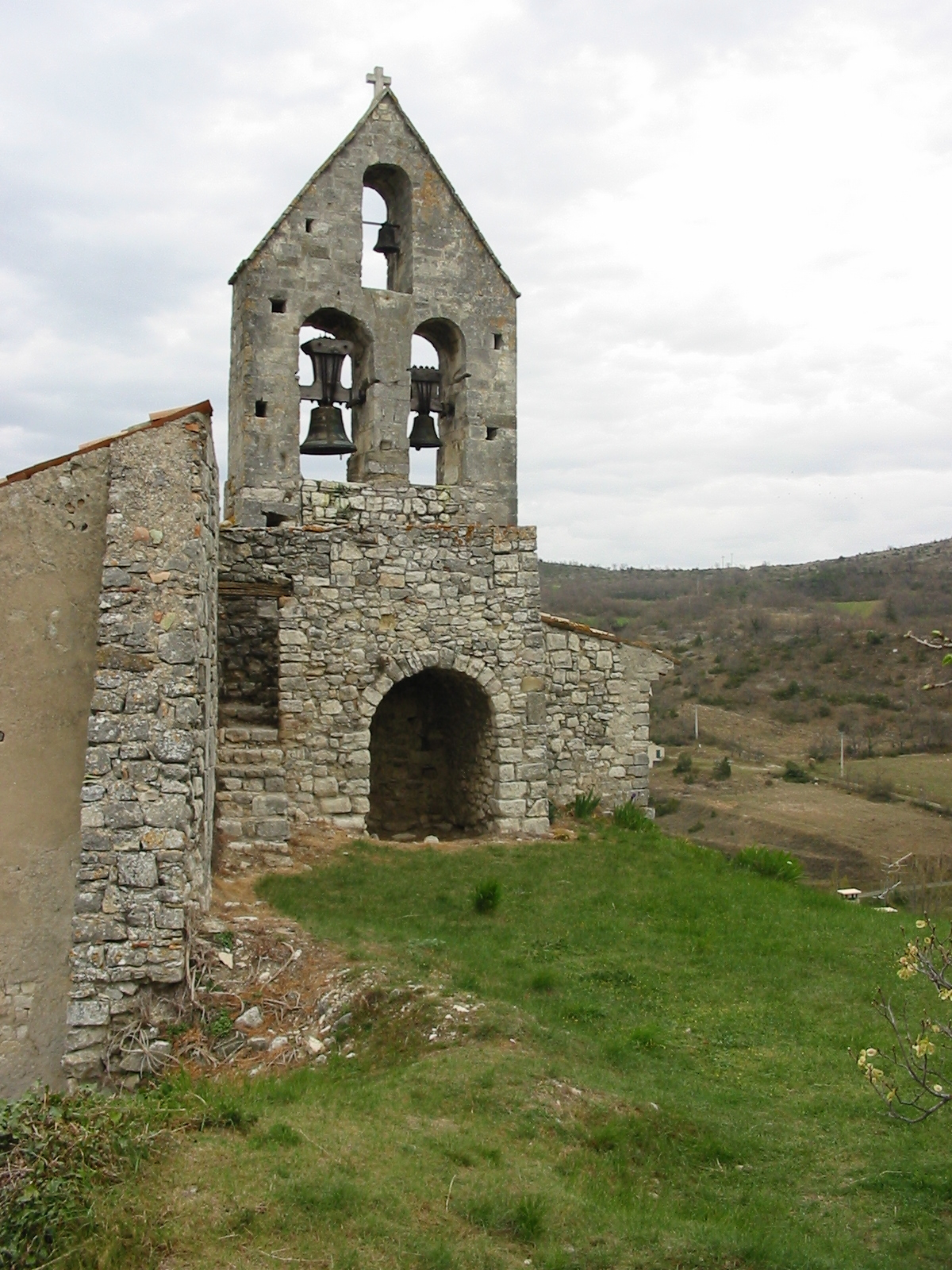
Façade de l'église.

La Grande Bastide, qui est en fait plus un château, une résidence seigneuriale, distribue ses différents bâtiments autour d’une cour. Le bâtiment du fond est percé de croisées ; sa porte est couverte d’un fronton et encadré de colonnes. Les ailes relient deux pavillons à ce bâtiment ; l’un des pavillons abrite une chapelle (voir plus bas). L’ensemble est construit entre 1600 et 1650. Une maison du village possède une porte en plein cintre, dont la clef est sculptée d’une feuille d'acanthe (1680). La chapelle de la Grande Bastide, en gothique du XVIIe siècle est intégrée au bâtiment (rez-de-chaussée). À une seule travée, sous croisée d’ogives, elle possède des semblants d’enfeus sur trois côtés.
Il reste quelques ruines du château fort (tour de 10 m) ; maison forte du Castellet (XVIIe).
L’église paroissiale, placée sous le vocable de Saint-Étienne et le patronage de saint Trophime d'Arles, du XVIIe siècle, conserve une influence romane dans sa construction, d’une manière imprécise. Sa nef ne possède aucune travée ; voûtée en berceau, elle aboutit à une abside en cul-de-four. Le bas-côté, voûté d’arêtes, est plus court que la nef. Les cloches sont logées dans une imposante tour. L’ensemble, sans style prononcé, est probablement issu de nombreuses campagnes de réfection et reconstructions, qui ont remployé des matériaux anciens. Elle est reliée au presbytère par un chemin aérien.
La chapelle Saint-Trophime (romane) ; oratoire Saint-Joseph.

### Personnalités liées à la commune
- le peintre André Liautaud réside à Villemus[82],[83].

### Héraldique
| Blason de Villemus | Blason  | D'or au château de gueules donjonné de trois tours de même, ouvert, ajouré et maçonné de sable. |
| Blason de Villemus | Détails | Le statut officiel du blason reste à déterminer.                                                |